# Kristian Blummenfelt
Kristian Blummenfelt (Bergen, 14 de febrer de 1994) és un triatleta noruec. Es va proclamar campió olímpic de triatló en categoria masculina als Jocs Olímpics d'Estiu de 2020.